# Pinus fenzeliana
Pinus fenzeliana (лат.) — вид вечнозелёных хвойных деревьев рода Сосна семейства Сосновые (Pinaceae). Естественный ареал распространения находится в южном Китае и во Вьетнаме. Древесина хорошего качества и используется на местном уровне в небольших масштабах; смола используется в качестве клея в северном Вьетнаме.

## Ботаническое описание
Вечнозеленое дерево высотой до 50 метров, но во многих районах максимальная высота составляет всего 20—30 метров. Диаметр ствола на высоте 1,3 м достигает 1 метра. Кора ствола молодых деревьев и кора ветвей гладкая и тонкая. Кора ствола старых деревьев коричневая, тёмно-коричневая или серо-коричневая, чешуйчатая и шелушащаяся. Ветви широко раскидистые и образуют широкую, зонтиковидную или куполообразную крону. Игольчатые веточки тонкие. Молодые побеги сначала бледно-коричневые, иногда сизоватые, позже серовато-коричневые, голые или редко со слабыми пушистыми волосками в бороздках.
Вегетативные почки яйцевидные или цилиндрические, немного смолистые. Остистые отростки тёмно-коричневые. Хвоя растёт по пять штук в рано опадающем игольчатом чехле из нежных, коричневых чешуек. Некоторые иглы могут опадать раньше и независимо от других, оставляя неполные пучки игл с менее чем пятью иглами. Хвоя сильно различается по длине, по крайней мере, в разных древостоях. Выступающие или маятникообразные, тонкие, гибкие, длиной от 4 до 18 сантиметров и шириной от 1 до 1,5 миллиметра. Край иглы очень тонко зазубрен. Цвет хвои сизовато-зелёный, на двух адаксиальных сторонах имеются тонкие стоматиты.
Пыльцевые шишки растут небольшими группами, имеют короткоцилиндрическую форму.
Семенные шишки растут поодиночке или по две-три на крепких цветоножках, изменчивы по размеру и форме и могут быть от маленьких яйцевидных до длинных цилиндрических, первоначально прямостоячие, а затем наклонённые вниз до маятниковых. Редко бывают длиной от 3 обычно 5 до 15, а иногда и до 17 сантиметров. Семенные чешуи мягкие деревянистые, более или менее гибкие у основания, клиновидные или удлиненные. Апофиз ромбический и удлиненный, изогнутый или более или менее прямой у основания и вершины конуса. Зрелые шишки бороздчатые, желтовато-коричневые до красновато-коричневых и серовато-коричневые при выветривании. Кончик тонкий или несколько утолщенный и обычно загнут вверх. Умбо терминальный, маленький и тупой.
Семена обратнояйцевидные или эллипсоидные, длиной от 10 до 15 миллиметров, обычно без крыльев при закладке семени. Если крыло присутствует, оно слабо развито или мало, всегда короче семени и легко отделяется.

## Распространение и экология
Естественный ареал вида находится на юге Китая в провинции Гуандун, включая остров Хайнань, в Гуанси и южной части Хунаня, а также во Вьетнаме. Произрастает на высоте от 700 до 1500 метров, редко от 500 до 1800 метров на крутых горных склонах и скалистых хребтах, обычно на участках, где доминируют вечнозелёные лиственные деревья. Вид может образовывать чистые древостои, но обычно растёт вместе с другими хвойными деревьями, а на более низких высотах также с ангиоспермами. Во Вьетнаме, а также в некоторых районах Китая он встречается только на карстовых известняках. Ареал классифицируется как 9-я зона зимостойкости, со среднегодовыми минимальными температурами от −6,6 до −1,2 °C.
В Красной книге МСОП вид классифицируется как находящийся под угрозой исчезновения. Вид имеет довольно большой ареал в южном Китае и северном Вьетнаме. Сообщалось о сокращении популяций на Хайнане и в северной части Вьетнама, хотя неясно, насколько серьезно пострадали популяции. Степень может достигать 30 процентов. Обширные популяции существуют в Гуандуне в районе Нан Линг. Основную угрозу представляет вырубка леса, но она ограничена легкодоступными районами. Во Вьетнаме вырубка лесов привела к исчезновению популяций в некоторых районах. Однако Pinus fenzeliana произрастает в нескольких охраняемых районах Китая и Вьетнама.

## Систематика и история исследований
Впервые вид был описан в 1931 году австрийским ботаником Генрихом фон Хандель-Маццетти в его статье «Kleine Beiträge zur Kenntnis der Flora von China» в «Oesterreichische Botanische Zeitschrift». Видовой эпитет fenzeliana дан в честь человека по имени «Фенцель», который нашёл типовой образец.
Помимо Pinus fenzeliana, в книге «Флора Китая» также выделяют Pinus kwangtungensis Chun ex Tsiang с двумя разновидностями каждая, из которых отнесена Алйосом Фарйоном к ранее впервые описанному виду Pinus fenzeliana без дальнейшего подразделения. В 2004 году Роман Бусинский в ревизии подсекции Strobus в Азии описал два новых вида, Pinus orthophylla на Хайнане и Pinus eremitana из северного Вьетнама. Здесь отличительные признаки, приведенные в публикации, перекрываются настолько, что статус отдельного вида не оправдан, но, возможно, они могут быть признаны разновидностями Pinus fenzeliana.
Pinus fenzeliana напоминает вид Pinus armandii, но последний отличается толстой, твёрдой семенной оболочкой и апофизом, который не имеет или только слегка изогнут по краям. Pinus armandii также имеет более широкую область распространения в Китае, Pinus fenzeliana ограничивается южным Китаем.

## Использование
Древесина подходит для строительства, столярных работ и, возможно, изготовления мебели. Однако используется в основном на местном уровне, поскольку вырубается в небольших количествах. Во Вьетнаме смолу добывают и используют в качестве клея. Вид не используется в качестве декоративного дерева.